# Мойсес-Виль

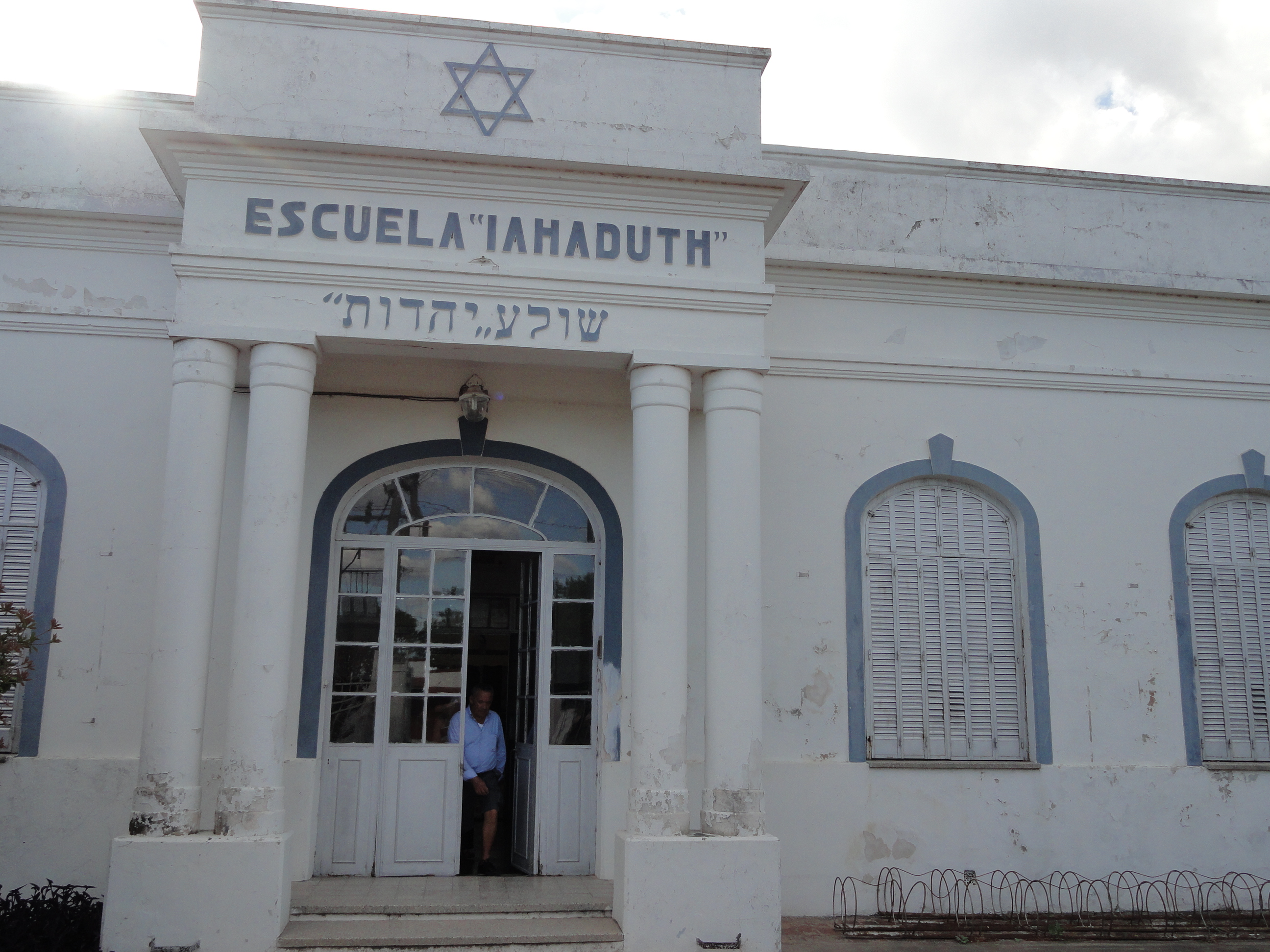
Еврейская школа в Моисейвилле.

Мойсес-Виль (исп. Moisés Ville, идиш מאָזעסוויל‎) — еврейский городок (колония) в аргентинской провинции Санта-Фе, департамент Сан-Кристобаль. Основан 23 октября 1889 года переселенцами из Европы, в том числе из Российской империи. Считался «столицей» еврейских сельскохозяйственных поселений в Аргентине.
Вначале предполагалось назвать город Кирьят-Моше («город Моисея» на иврите), в честь Мориса де Гирша, но чиновник, который регистрировал поселение перевёл название на французский лад как Moïsesville, которое потом под влиянием испанского превратилось в современное Moisés Ville.
В нём некоторое время жил Альберто Герчунофф, видный журналист, один из организаторов аргентинского Еврейского общества.
Коренные жители называли переселенцев «гаучос худиос».